# Silvareccio
Silvareccio é uma comuna francesa na região administrativa de Córsega, no departamento da Alta Córsega. Estende-se por uma área de 4,82 km². 